# Můj soused zabiják 2
Můj soused zabiják 2 (v anglickém originále The Whole Ten Yards) je americká filmová komedie z roku 2004. Režisérem filmu je Howard Deutch. Hlavní role ve filmu ztvárnili Bruce Willis, Matthew Perry, Amanda Peet, Kevin Pollak a Natasha Henstridge. Jedná se o pokračování filmu Můj soused zabiják.

## Obsazení
| Bruce Willis        | Jimmy Tudeski      |
| Matthew Perry       | Nicholas Oseransky |
| Amanda Peet         | Jill St. Claire    |
| Kevin Pollak        | Laszlo Gogolak     |
| Natasha Henstridge  | Cynthia Oseransky  |
| Frank Collison      | Strabo             |
| Johnny Messner      | Zevo               |
| Silas Weir Mitchell | Yermo              |
| Tasha Smith         | Jules Figueroa     |
| Samantha Harris     | Laguna             |